# Graptopetalum mendozae

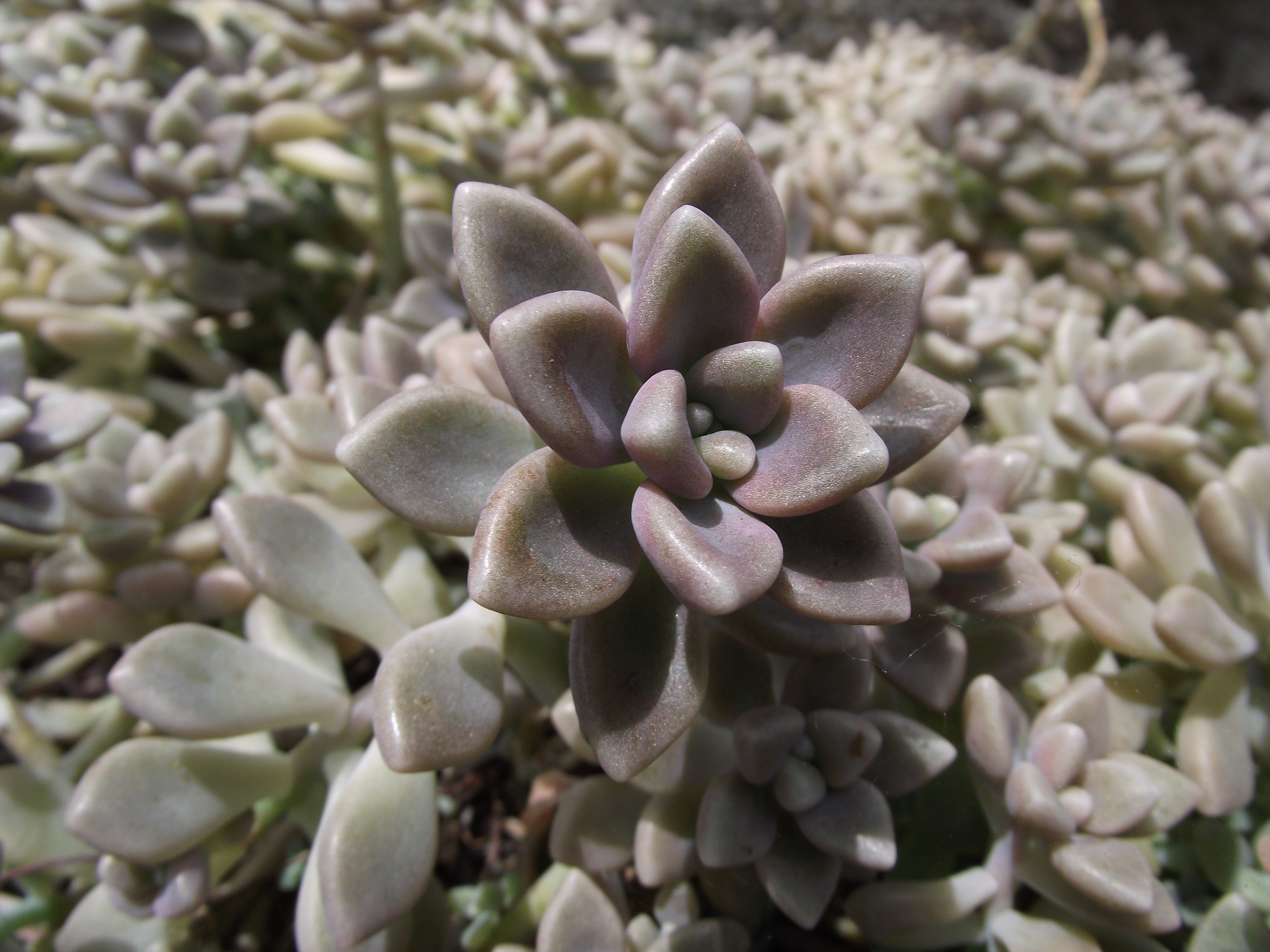
Graptopetalum mendozae

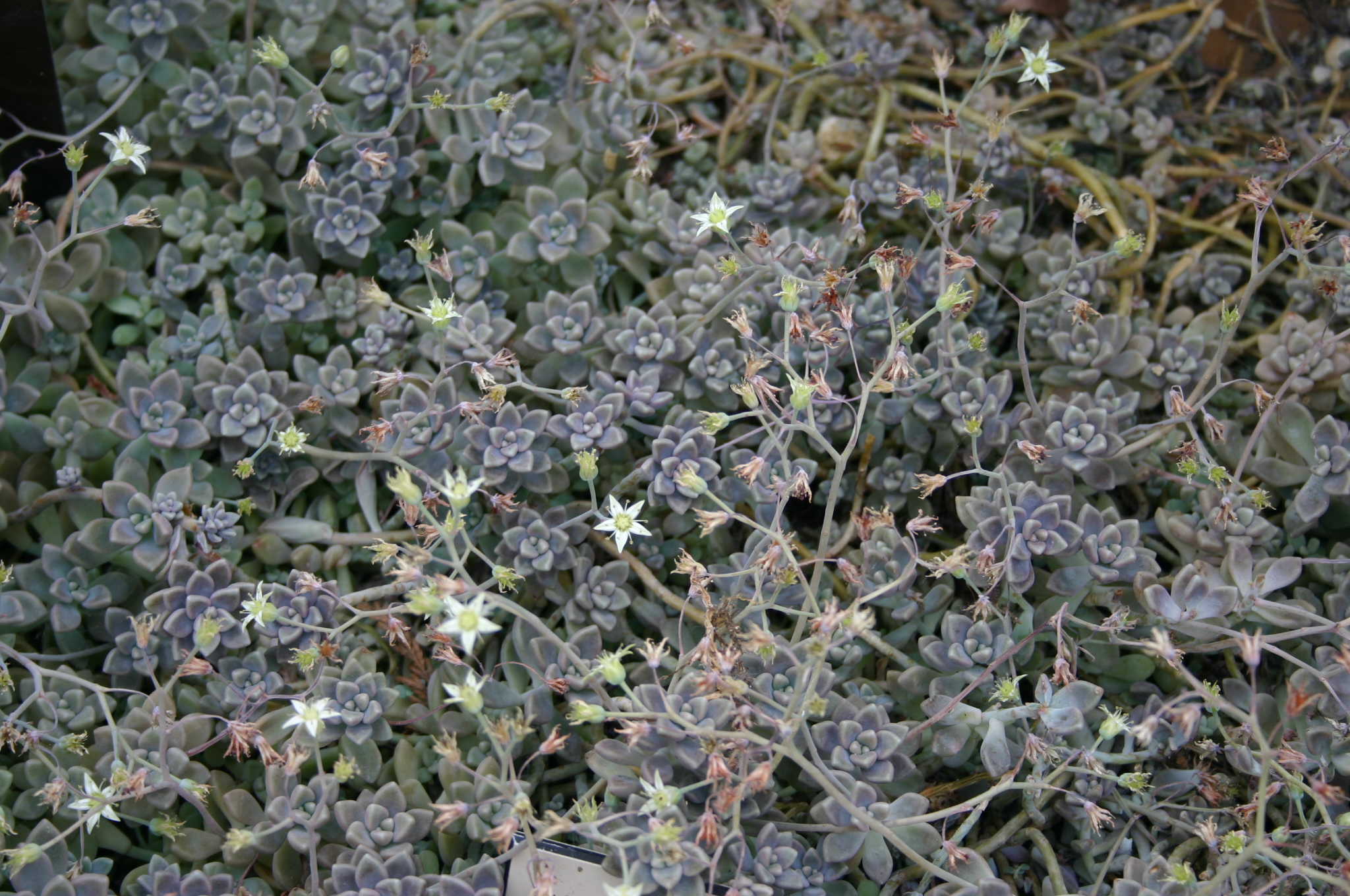
Amb flors

Graptopetalum mendozae és una espècie de planta suculenta del gènere Graptopetalum, de la família de les Crassulaceae.

## Descripció
És un petit arbust suculent perenne, glabre, que forma rosetes de fulles carnoses, amb tiges erectes, decumbents o penjants, de 10 a 15 cm de llargada i 0,4 cm de gruix, de color crema a verd-grisenc, amb visibles cicatrius de les fulles cada 4 a 8 mm.
Les rosetes de 3,5 cm de diàmetre, amb 12 a 17 fulles.
Fulles obovades, anvers pla a lleugerament convexe, revers convex, apicalment molt obtuses, de 18 mm de llarg i 11 mm d'ample, fulles basals més grans, disminuint de mida cap amunt, de color gris.
Les inflorescències, 1 o 2 per roseta, de 8 a 9 cm, amb la tija de 3 a 6 cm, amb 1 o 2 ramificacions en zigazaga i un total de 4 a 10 flors, bràctees de 6 a 7 mm, pedicels d'1 a 2 cm.
Flors amb pètals triangulars ovats, de color blanc pur (és l'única del gènere que té les flors totalment blanques).
Segons el protòleg està estretament relacionada amb la geogràficament propera G. paraguayense ssp. bernalense. Les principals diferències són la mida més petita de les plantes i les rosetes, la forma de les fulles i la longitud de la inflorescència, els pètals unicolors i un nombre de cromosomes diferent.

## Distribució
Espècie endèmica del nord de l'estat de Veracruz, Mèxic (Tepetzintla). Creix a la selva mitjana subperennifolia a 100-200 m d'altitud.

## Taxonomia
Graptopetalum mendozae va ser descrita per Glass & Cházaro i publicada a Cactáceas y Suculentas Mexicanas 42(4): 80. 1997.

### Etimologia
Graptopetalum: nom genèric que deriva de les paraules gregues: γραπτός (graptos) per a "escrits", pintats i πέταλον (petalon) per a "pètals" on es refereix als pètals generalment tacats.
mendozae epítet llatinitzat dedicat en honor del seu descobridor, el botànic mexicà Mario Mendoza.